# 滿地寶中心站
滿地寶中心站（英語：Moody Centre Station）是加拿大卑詩省大溫哥華地區滿地寶一座西岸快車和架空列車千禧線車站。此站位於滿地寶市克拉克街與威廉斯街的交界處，為運輸聯線收費架構中三號收費區的其中一個車站，並於原址取代固有的西岸快車滿地寶中央站。
此站在原計劃中稱為滿地寶中央站（Port Moody Central Station），對應同名的舊有西岸快車車站；當局則於2013年3月宣佈此站改為現稱。此站工程於2013年春夏季展開，當中包括水管和電線重置工作、以及地面路軌的建築工序，並於2016年12月2日聯同千禧線的長青延線一起開幕。

## 歷史
1879年，滿地寶被定為加拿大太平洋鐵路之西端終點站，車站建設隨即於海旁開始進行。1882年，第一代滿地寶站正式落成及啟用。1907年，原站停用，當局興建第二代車站並一直沿用至1945年。其後，車站被遷至女皇街（Queens Street）以西。
由於太平洋鐵路早於1887年便西延至溫哥華，滿地寶站的重要性漸漸下降。1978年，太平洋鐵路結束其客運服務，車站則被滿地寶歷史協會購買，並搬遷至梅利街（Murray Street）滿地寶車站博物館現址。
1995年，西岸快車正式通車，滿地寶站（英語：Port Moody Station）亦於現址同日啟用。2016年，隨著千禧線的長青延線啟用，原西岸快車車站停用並關閉，改為使用原址側的新站體，而車站亦正式更名為滿地寶中心站。

## 車站設計

### 樓層
| B   | 閣樓                                                          | 連接西岸快車和架空列車月台之通道                     |
| S/T |                                                               | （加拿大太平洋鐵路專用軌道）                         |
| S/T | 西岸快車往濱海站（總站） · 西岸快車往米遜城站（高貴林中央站） |                                                      |
| S/T | 側式月台                                                      |                                                      |
| S/T | 1號月台                                                       | 千禧線長青延線往溫哥華社區學院－克拉克站（本貴林站） |
| S/T | 島式月台                                                      |                                                      |
| S/T | 2號月台                                                       | 千禧線長青延線往拉法基湖－道格拉斯站（內灣中心站）   |
| S/T | 地面                                                          | 出入口、自動售票機、驗票閘門、巴士站                 |

## 接駁交通
滿地寶中心站外的巴士站編排如下：
| 巴士站編號 | 服務路線                      |
| ---------- | ----------------------------- |
| 1          | 供巴士乘客下車                |
| 2          | 巴士                          |
| 3          | 183號巴士，往高貴林中央站方向 |
| 4          | 160號巴士，往高貴林港站方向   |
| 5          | 160號巴士，往庫特尼總站方向   |
| 6          | 180號巴士，往洛歇鎮中心站方向 |
| 7          | 181號巴士，往艾奧高道方向     |
| 8          | 182號巴士，往貝卡拉方向       |
| 9          | 184號巴士，往奴恩斯溪方向     |